# Lijst van voetbalinterlands Maleisië - Sri Lanka
Deze lijst van voetbalinterlands is een overzicht van alle officiële voetbalwedstrijden tussen de nationale teams van Maleisië en Sri Lanka. De landen hebben tot op heden tien keer tegen elkaar gespeeld. De eerste ontmoeting, een vriendschappelijke wedstrijd, werd gespeeld in Jakarta (Indonesië) op 5 juni 1972. Het laatste duel, eveneens een vriendschappelijke wedstrijd, vond plaats op 5 oktober 2019 in Kuala Lumpur.

## Wedstrijden
| №  | Plaats       | Datum           | Competitie                 | Wedstrijd            | Uitslag |
| -- | ------------ | --------------- | -------------------------- | -------------------- | ------- |
| 1  | Jakarta      | 5 juni 1972     | Vriendschappelijk          | Maleisië − Sri Lanka | 3 − 0   |
| 2  | Kuala Lumpur | 12 juli 1972    | Vriendschappelijk          | Maleisië − Sri Lanka | 4 − 1   |
| 3  | Bangkok      | 9 januari 1979  | Azië Cup 1980 kwalificatie | Maleisië − Sri Lanka | 3 − 1   |
| 4  | Kuala Lumpur | 23 oktober 2000 | Vriendschappelijk          | Maleisië − Sri Lanka | 2 − 0   |
| 5  | Kuala Lumpur | 25 oktober 2000 | Vriendschappelijk          | Maleisië − Sri Lanka | 3 − 1   |
| 6  | Colombo      | 24 maart 2007   | Vriendschappelijk          | Sri Lanka − Maleisië | 1 − 4   |
| 7  | Colombo      | 26 maart 2007   | Vriendschappelijk          | Sri Lanka − Maleisië | 2 − 1   |
| 8  | Shah Alam    | 28 april 2012   | Vriendschappelijk          | Maleisië − Sri Lanka | 6 − 0   |
| 9  | Colombo      | 12 oktober 2018 | Vriendschappelijk          | Sri Lanka − Maleisië | 1 − 4   |
| 10 | Kuala Lumpur | 5 oktober 2019  | Vriendschappelijk          | Maleisië − Sri Lanka | 6 − 0   |

## Samenvatting
| Competitie            | Totaal gespeeld | Winst Maleisië | Gelijk | Winst Sri Lanka | Doelsaldo Maleisië – Sri Lanka |
| --------------------- | --------------- | -------------- | ------ | --------------- | ------------------------------ |
| Azië Cup-kwalificatie | 1               | 1              | 0      | 0               | 3 − 1                          |
| Vriendschappelijk     | 9               | 8              | 0      | 1               | 33 − 6                         |
| Totaal                | 10              | 9              | 0      | 1               | 36 − 7                         |

FAM · 
A-internationals · 
Maleisisch vrouwenelftal
Afghanistan ·
Algerije ·
Australië ·
Bahrein ·
Bangladesh ·
Bhutan ·
Bosnië en Herzegovina ·
Brazilië ·
Brunei ·
Cambodja ·
Canada ·
China ·
Engeland ·
Fiji ·
Filipijnen ·
Finland ·
Ghana ·
Hongkong ·
India ·
Indonesië ·
Irak ·
Iran ·
Israël ·
Jamaica ·
Japan ·
Jemen ·
Jordanië ·
Kenia ·
Kirgizië ·
Koeweit ·
Laos ·
Lesotho ·
Libanon ·
Liberia ·
Libië ·
Liechtenstein ·
Macau ·
Malediven ·
Marokko ·
Mongolië ·
Myanmar ·
Nepal ·
Nieuw-Zeeland ·
Noord-Korea ·
Oezbekistan ·
Oman ·
Oost-Timor ·
Pakistan ·
Palestina ·
Papoea-Nieuw-Guinea ·
Qatar ·
Saoedi-Arabië ·
Salomonseilanden ·
Senegal ·
Singapore ·
Sri Lanka ·
Syrië ·
Tadzjikistan ·
Taiwan ·
Thailand ·
Turkije ·
Turkmenistan ·
Uruguay ·
Verenigde Arabische Emiraten ·
Vietnam ·
Zuid-Korea ·
Zuid-Vietnam ·
Zweden
FSL ·
A-internationals ·
Sri Lankaans vrouwenelftal
Afghanistan ·
Bahrein ·
Bangladesh ·
Bhutan ·
Brunei ·
Cambodja ·
China ·
DDR ·
Filipijnen ·
Guam ·
Hongkong ·
India ·
Indonesië ·
Irak ·
Iran ·
Japan ·
Jemen ·
Jordanië ·
Kirgizië ·
Laos ·
Libanon ·
Macau ·
Malediven ·
Maleisië ·
Mongolië ·
Myanmar ·
Nepal ·
Noord-Korea ·
Oezbekistan ·
Oman ·
Pakistan ·
Palestina ·
Papoea-Nieuw-Guinea ·
Qatar ·
Saoedi-Arabië ·
Seychellen ·
Singapore ·
Soedan ·
Syrië ·
Tadzjikistan ·
Taiwan ·
Thailand ·
Turkmenistan ·
Verenigde Arabische Emiraten ·
Vietnam ·
Zuid-Korea